# 黃國鼎
黃國鼎（1556年—1618年），字敦柱，號九石，福建泉州府晉江縣城北人，明朝政治人物。

## 生平
萬曆七年（1579年）己卯科福建鄉試第七名舉人，二十六年（1598年）戊戌科進士。選翰林院庶吉士，二十八年八月授翰林院編修，同修國史，三十五年五月奉使冊封楚王府，三十七年八月與刑科給事中周曰庠典浙江鄉試，十二月管理誥敕，三十九年六月升右春坊右中允兼翰林院修撰，四十年十月升左諭德兼翰林院侍講，閏十一月養病回籍。四十五年五月升右庶子兼翰林院侍讀，掌右春坊印，辭不赴。萬曆四十六年卒，年六十三。著有《四書質問》諸書。

## 家族
曾祖黃泰，號靜山，弘治辛酉科舉人，武康縣知縣。祖父黃潛，字昭卿，號賓泉，嵩明州同知。父黃廷甫，郡庠生，贈翰林院編修。前母秦氏，母葉氏，俱贈孺人。
国鼎三子：日燫，太學生；日灼、日煃，庠生；孙黄中通，順治己丑進士。